# Abia de las Torres (kommunhuvudort)
Abia de las Torres är en kommunhuvudort i Spanien.   Den ligger i provinsen Provincia de Palencia och regionen Kastilien och Leon, i den norra delen av landet, 230 km norr om huvudstaden Madrid. Abia de las Torres ligger 836 meter över havet och antalet invånare är 181.
Terrängen runt Abia de las Torres är platt. Runt Abia de las Torres är det glesbefolkat, med 15 invånare per kvadratkilometer. Närmaste större samhälle är Melgar de Fernamental, 14,6 km öster om Abia de las Torres. Trakten runt Abia de las Torres består till största delen av jordbruksmark.